# تاريخ كوريا
يعود تاريخ كوريا إلى العصر الحجري القديم السفلي قبل حوالي 400,000 إلى 700,000 سنة ماضية عندما سُكِنَتْ شبه الجزيرة الكورية. أقدم فخار كوري معروف يعود لحوالي 8000 سنة قبل الميلاد، والعصر الحجري الحديث بدأ بعد سنة 6000 قبل الميلاد، ثم تبعه العصر البرونزي في سنة 800 قبل الميلاد، ثم العصر الحديدي في سنة 400 قبل الميلاد.
وفقاً للتاريخ الأسطوري في تذكارات الممالك الثلاث، تأسست غوجوسون (جوسون القديمة) في منشوريا والجزء الشمالي من كوريا في 2333 قبل الميلاد. غجا جوسون أسست في القرن الإثني عشر قبل الميلاد، وجودها ودورها السياسي مختلف عليه في عصرنا الحاضر. أسست دولة جن في الجزء الجنوبي من كوريا في القرن الثالث قبل الميلاد. في القرن الثاني قبل الميلاد، استبدلت غجا جوسون بمملكة ومان جوسون والتي هزمت على أيدي مملكة هان الصينية بقرب نهاية القرن. أدى سقوط غوجوسون إلى خلافة العديد من الدول لها، حيث استمرت الممالك الثلاث البدائية إلى العصر الحديدي. منذ القرن الأول، نمت وسيطرت غوغوريو، وبايكتشي وشلا على شبه الجزيرة الكورية ومنشوريا وعرفت باسم الممالك الثلاث (من 57 قبل الميلاد إلى 668 بعد الميلاد) حتى التوحيد على يد aلا في 676. في 698, أسس داي جويونغ مملكة بالهاي على الأراضي القديمة لغوغوريو، والتي قادت لعصر دول الشمال والجنوب (698 إلى 926).
في أواخر القرن التاسع، قسمت مملكة شلا إلى ما عرف باسم ممالك كوريا الثلاث الأخيرة (892 إلى 936), والتي انتهت بتوحيد وانغ غون لتعرف باسم مملكة غوريو. في الوقت نفسه سقطت بالهاي بعد غزوة من قبل مملكة لياو الخيطان حيث هرب اللاجئون بما فيهم آخر ولي للعهد إلى غوريو. خلال عصر غوريو، دونت القوانين، وأنشئ نظام الخدمة المدنية، وتأثرت الحضارة بالبوذية المزدهرة.
في 1392 أنشأ إي سونغ غاي مملكة جوسون (1392 إلى 1910) بعد الانقلاب في 1388. نفذ الملك العظيم سيجونغ (1418 إلى 1450) العديد من الإصلاحات الإدارية والاجتماعية والاقتصادية، وأنشأ السلطة الملكية في السنوات الأولى من المملكة، كما نشر الهانغول، الأبجدية الكورية.
ابتداء من أواخر القرن السادس عشر، واجهت مملكة جوسون العديد من الغزوات الخارجية، وصراعات داخلية على السلطة والعديد من التمردات وأخذت في السقوط سريعاً في أواخر القرن التاسع عشر. في 1897, خلفت الإمبراطورية الكورية (1897 إلى 1910) مملكة جوسون. على العموم أجبرت الإمبراطورية اليابانية كوريا على توقيع معاهدة الحماية، وفي عام 1910 قامت بضم الإمبراطورية إليها. فيما بعد تم التأكيد على أن جميع المعاهدات ملغية وباطلة.
تجلت المقاومة الكورية السلمية على نطاق واسع في حركة 1 مارس من عام 1919. بعد ذلك نشطت حركات المقاومة بالتنسيق مع حكومة جمهورية كوريا المؤقتة في المنفى، وخصوصاً في الدول المجاورة: منشوريا، والصين، وسيبيريا.
بعد التحرر في 1945, أنشأ تقسيم كوريا دولتين حديثتين وهي شمال كوريا وجنوب كوريا. في 1948 أنشئت الحكومة الجديدة، كوريا الجنوبية الديمقراطية («جمهورية كوريا»), وكوريا الشمالية الشيوعية («الجمهورية الشعبية الديمقراطية الكورية») مقسمة عند 38 الموازي. التوترات التي لم تحل الناتجة عن التقسيم في الحرب الكورية عام 1950, عندما غزت كوريا الشمالية كوريا الجنوبية.

## قبل التاريخ وغوجوسون

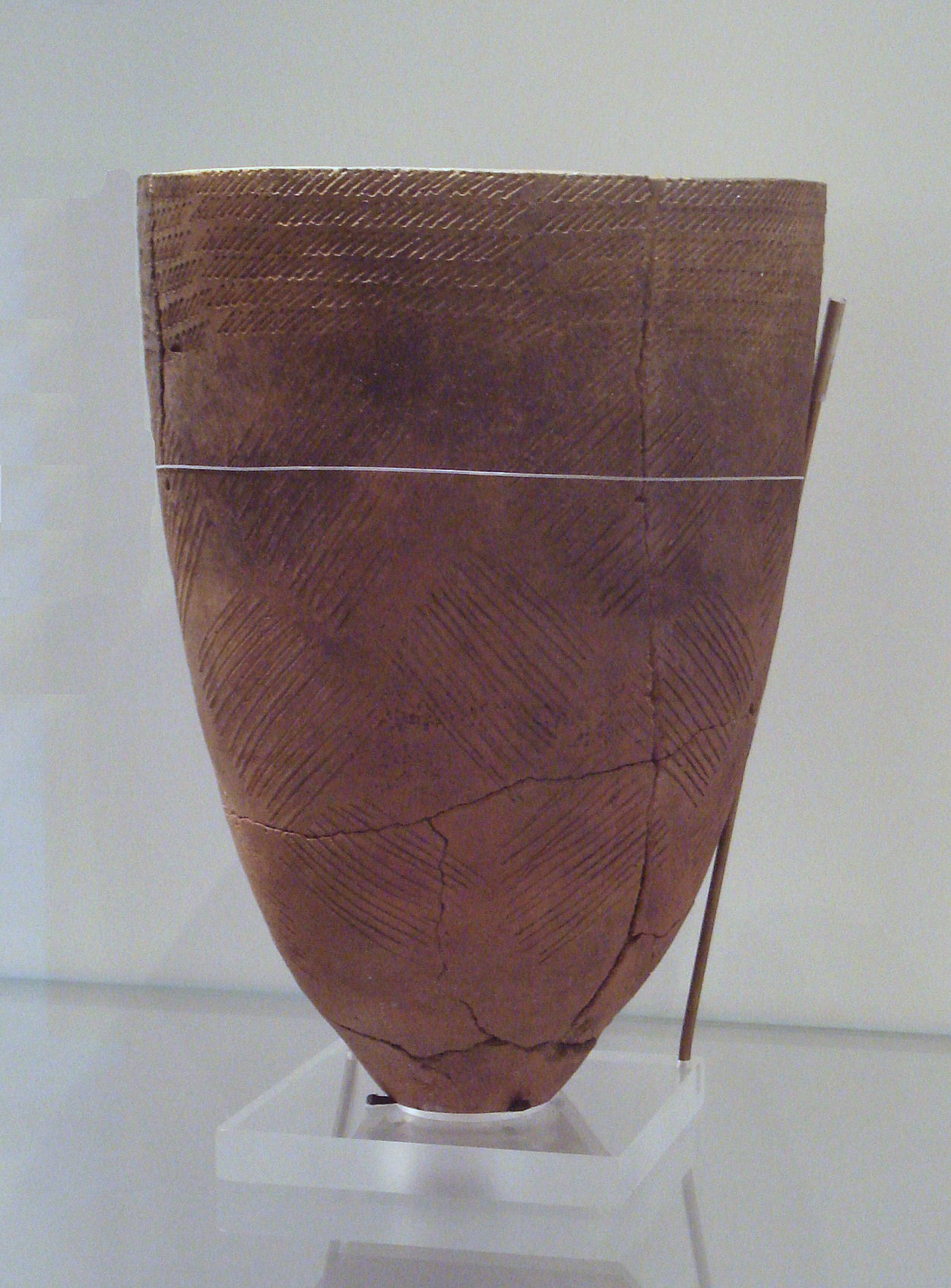
جرة خزفية كورية مع تطريز مشطي. 4000 قبل الميلاد, آماسادونغ، سول. المتحف البريطاني.

لم يتم العثور بشكل واضح على الإنسان المنتصب في شبه الجزيرة الكورية، مع أنه تم الإبلاغ عن وجود محتمل للإنسان المنتصب. أدوات لصنع التحف وجدت من العصر الحجري القديم في هامغيونغ الشمالية، وبيونغان الجنوبية، وغيونغي، وشمال وجنوب مقاطعة تشنغتشونغ. يعود تاريخ العصر الحجري القديم إلى نصف مليون سنة مضت، مع أنه ربما بدأ في وقت متأخر من ذلك قبل 400,000 سنة أو مبكراً من ذلك في 600,000 أو 700,000. الرأي السائد حالياً أن الشعب الكوري ليس من نفس العرق الذي يمتلكه سكان العصر الحجري القديم.

### عصر جلمن الفخاري
أقدم فخار كوري معروف يعود تاريخه إلى حوالي 8,000 قبل الميلاد، تم العثور على أدلة حول حضارة السيراميك المشطي في العصر الحجري الأوسط (فخار ينغمن) في جميع أنحاء شبه الجزيرة الكورية. من أمثلة عصر ينغمن العديد من المواقع في جيجو. وجد جلمن أو الفخار المطرز المشطي بعد 7,000 قبل الميلاد، حيث تركز الفخار المطرز المشطي الموجود على جميع الأواني في غرب ووسط كوريا، حيث تواجدت العديد من المستوطنات مثل أمسا (حي صغير). يحمل فخار جلمن تصميماً أساسياً وأوجه شبه لأشكال في المقاطعات البحرية الروسية، ومنغوليا، وحوضي نهري آمور وسونغهوا في منشوريا وفترة جومون في اليابان.

### عصر ممن الفخاري
الأدلة الأثرية تظهر أن المجتمعات الزراعية وأقدم أشكال التعقيد الاجتماعي السياسي ظهر في عصر ممن الفخاري (1500 إلى 300 قبل الميلاد).
اعتمد سكان الجزء الجنوبي من كوريا بشكل مكثف على الحقل الجاف وحقول الأرز وعلى العديد من المحاصيل الزراعية في عصر ممن الفخاري (1500 إلى 300 قبل الميلاد). ظهرت المجتمعات الأولى بقيادة رجال كبار أو رؤساء في ممن الأوسط (850 إلى 550 قبل الميلاد), ويمكن إرجاع أول مراسم دفن للنخبة بشكل متباه إلى ممن الأخير (550 إلى 300 قبل الميلاد). بدأ الإنتاج البرونزي في ممن الأوسط وأصبح ذا أهمية متزايدة في المجتمع السياسي وفي الاحتفاليات بعد 700 قبل الميلاد. الأدلة الأثرية من سونغكري، ودايبيونغ، وإغمدونغ، وبقية الأماكن تشير إلى أن عصر ممن هو الأول الذي ارتفع فيه منصب رؤساء القبائل وتوسعت سلطتهم وانهارت. الوجود المتزايد للتجارة بعيدة المدى، وزيادة الصراعات المحلية، واستحداث المعادن البرونزية والحديدية أشارت إلى نهاية عصر ممن حوالي 300 قبل الميلاد.

### غوجوسون

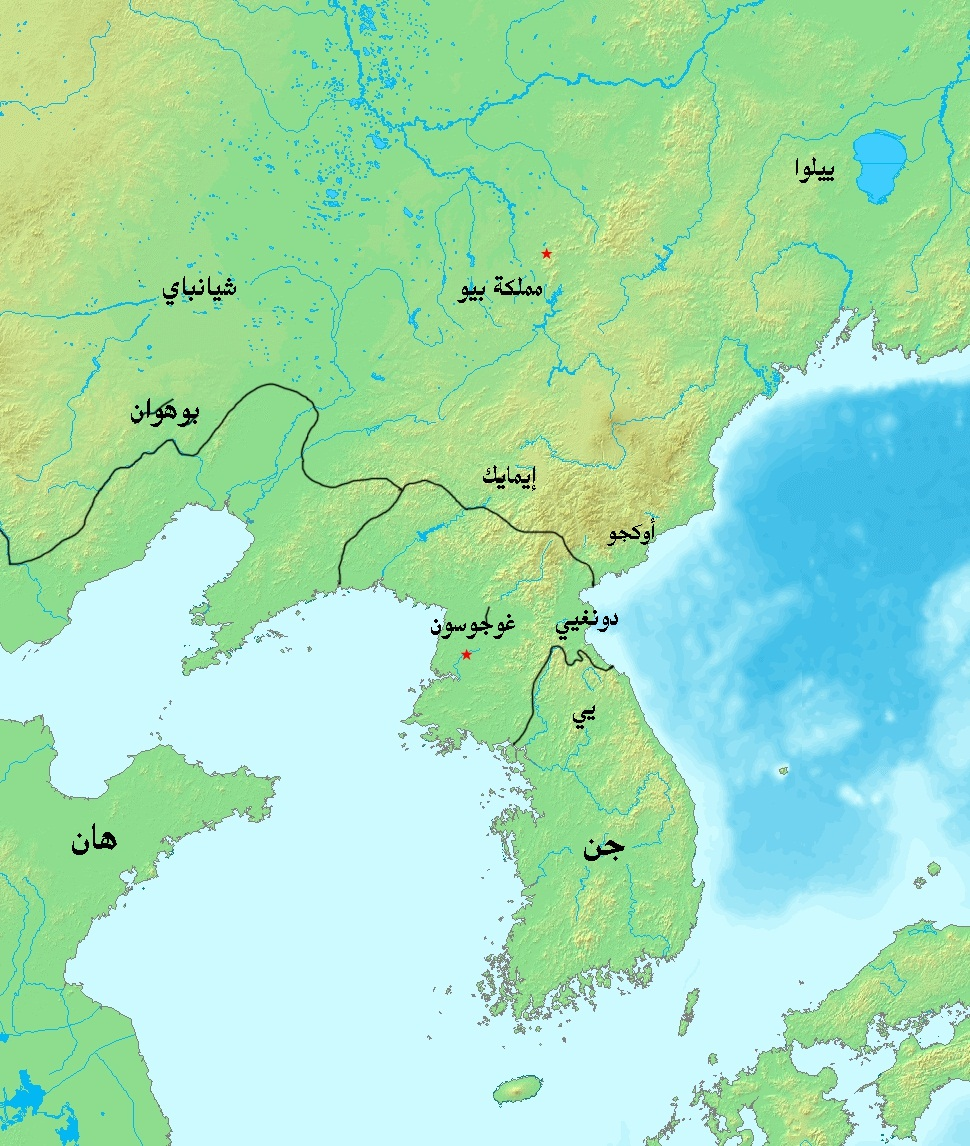
كوريا في 108 قبل الميلاد.

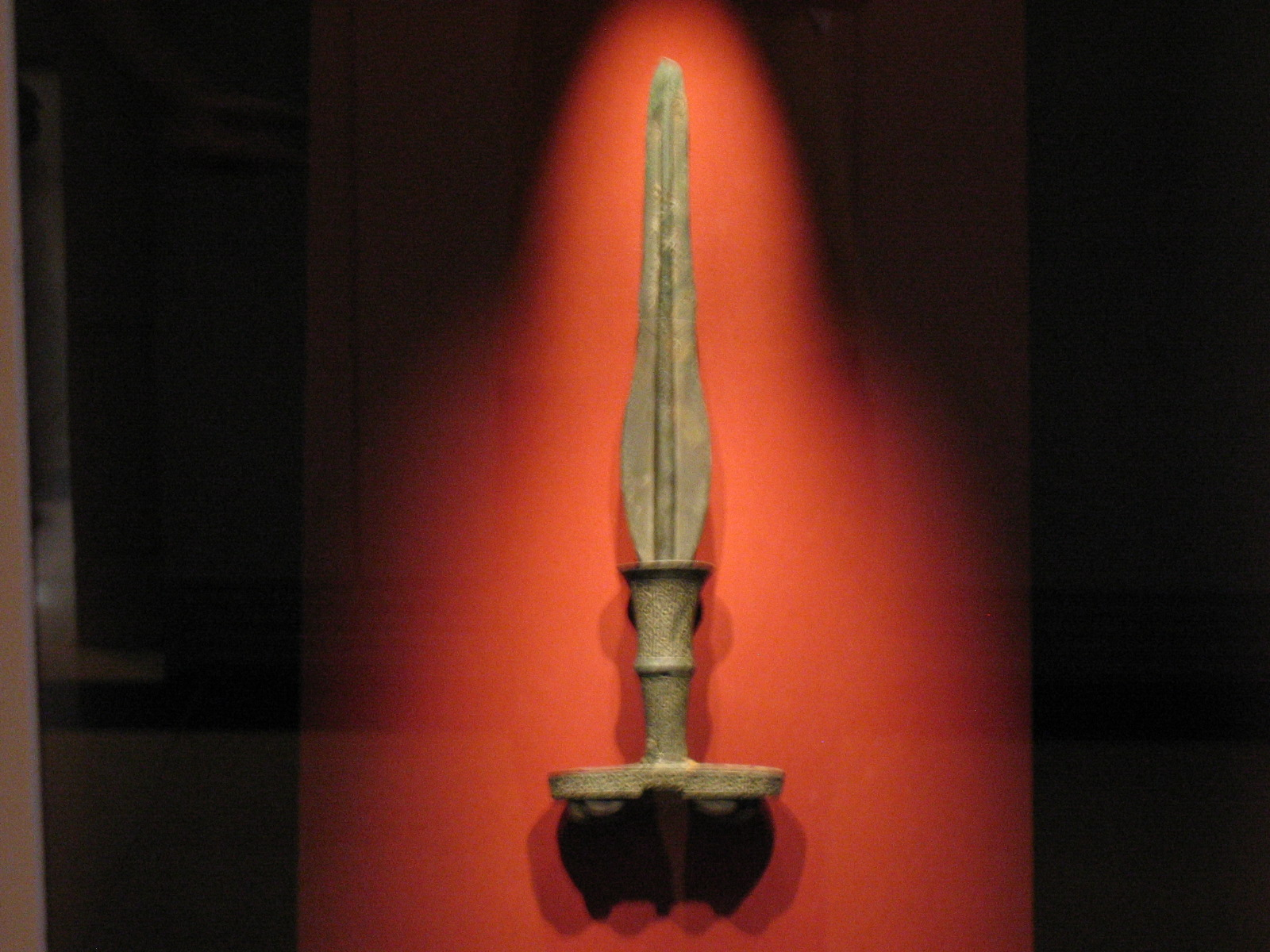
سيف من العصر البرونزي في كوريا. سول, متحف كوريا الوطني.

غوجوسون هي أول مملكة كورية. أسطورة تأسيس غوجوسون، والتي سجلت في كتاب تذكارات الممالك الثلاث (1281) وغيرها من الكتب الكورية في العصور الوسطى، تنص على أن الدولة تأسست في 2,333 قبل الميلاد بواسطة دانغن الذي يقال أنه نزل من السماء. في حين لم يتم العثور على أدلة أثرية كبرى تدعم هذه الادعاءات، فقد لعبت دورا هاما في تطوير الهوية الوطنية الكورية.
أول مملكة كورية من غوجوسون والتي تمتلك أدلة تاريخية يمكن التحقق منها هي غجا جوسون، والتي تأسست في القرن الثاني عشر قبل الميلاد بواسطة أحد أحفاد الأسرة الملكية في مملكة شانغ الصينية، واستمرت حتى 194 قبل الميلاد. يمكن العثور على السجلات ذات الصلة في سجلات المؤرخ الكبير في 91 قبل الميلاد، كتاب هان في 111 بعد الميلاد، كتاب هان الأخيرة في القرن الخامس الميلادي، وسجلات الممالك الثلاث في القرن الثالث الميلادي. وجودها (هناك القليل من الأدلة الأثرية المتعلقة بهذه المسألة) ودور غجا في التاريخ الكوري (سواء أكان غجا استبدل الحكومة المركزية للدولة القائمة آنذاك، مؤسساً أول دولة كورية، أو أنهم متخفين في منطقة خارجية) والذي أصبح مثاراً للجدل في القرن العشرين.
مملكة غوجوسون التاريخية ذكرت لأول مرة في السجلات الصينية في بداية القرن السابع قبل الميلاد، وبقرب القرن الرابع قبل الميلاد كان وجودها معروفاً بشكل جيد في الصين. حول القرن الرابع الهجري قبل الميلاد، انتقلت عاصمتها إلى بيونغيانغ.
في 194 قبل الميلاد، هرب الملك جن إلى دولة جن بعد انقلاب ومان، والذي أسس ومان جوسون. فيما بعد هزمت مملكة هان، ومان جوسون وتم إنشاء مقاطعات هان الأربعة في 108 قبل الميلاد. كان هناك وجود مهم للصين في الأجزاء الشمالية في شبه الجزيرة الكورية في القرن التالي، واستمرت مقاطعة ليلانغ لمدة أربع مئة عام حتى غزتها غوغوريو. نشأت دولة جن حوالي 300 قبل الميلاد في الجزء الجنوبي من شبه الجزيرة الكورية. لا يعرف سوى القليل عن دولة جن، إلا أنها أسست علاقات مع هان الصينية وقامت بتصدير التحف إلى يايوي اليابانية. في حوالي سنة 100 قبل الميلاد، تطورت جن إلى كونفدرالية سامهان.
نشأت العديد من الدول الصغيرة من أراضي غوجوسون السابقة مثل: بيو، وأوكجو، ودونغ يي، وغوغوريو، وبايكتشي. ممالك كوريا الثلاث تشير إلى غوغوريو، وبايكتشي، وشلا، مع أن بيو وكونفدرالية غايا نشأتا في القرنين الخامس والسادس على التوالي.

### التعدين
غالباً ما يتم اعتبار العصر البرونزي قد بدأ حوالي 900 إلى 800 قبل الميلاد في كوريا، مع أن الانتقال إلى العصر البرونزي ربما يكون قد بدأ في وقت سابق يعود إلى 2300 قبل الميلاد. تم العثور على خناجر برونزية، ومرايا، وأسلحة بالإضافة إلى بلدان مسورة لها أنظمة سياسية. تمت زراعة الأرز، والفاصوليا الحمراء، وفول الصويا، وحبوب الدخن، بيوت الحفر مستطيلة الشكل، ومواقع دفن دولمن وجدت بشكل متزايد عبر شبه الجزيرة الكورية. السجلات المعاصرة تقترح أن غوجوسون انتقلت من الاتحاد الفدرالي الإقطاعي للمدن المسورة إلى مملكة مركزية على الأقل قبل القرن الرابع قبل الميلاد. يعتقد أنه بحلول القرن الرابع قبل الميلاد، تطورت حضارة الحديد في كوريا بسبب إبعاد الولايات المتحاربة في الصين ودفع اللاجئين إلى الشرق والجنوب.

## الممالك الثلاث البدائية

ممالك كوريا الثلاث البدائية في سنة 1 بعد الميلاد

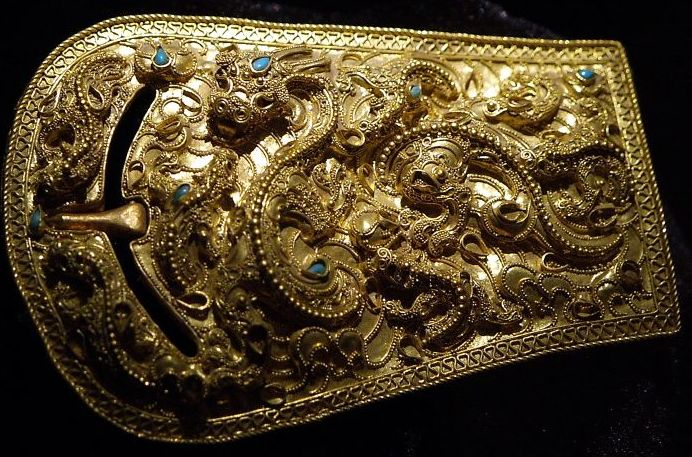
مشبك من الذهب من عصر ممالك كوريا الثلاث البدائية.

يسمى عصر ممالك كوريا الثلاث البدائية أحياناً باسم عصر الدول العديدة ("yeolgukshidae"열국시대), هذا العصر هو الفترة قبل صعود ممالك كوريا الثلاث بما فيها غوغوريو، وشلا، وبايكتشي، وبعد سقوط غوجوسون. تألفت هذه الفترة الزمنية من العديد من الدول التي برزت إلى الوجود من أراضي غوجوسون السابقة. من بين هذه الدول كان أكبرها وأكثرها نفوذاً هي دونغبيو، وبكبيو.

### بيو والولايات الشمالية الأخرى
بعد سقوط غوجوسون، نشأت بيو فيما يعرف اليوم باسم كوريا الشمالية ومنشوريا الجنوبية، من القرن الثاني قبل الميلاد إلى 494 ميلادي. تم استيعاب بقايا غوجوسون من غوغوريو في 494 حيث اعتبرت كل من غوغوريو وبايكتشي (مملكتان من ممالك كوريا الثلاث) أنفسهما كوريث لها.
مع أن السجلات متفرقة ومتناقضة، إلا أنه يعتقد أنه في 86 قبل الميلاد قد تفرعت دونغبيو (بيو الشرقية) والتي يشار لبيو الأصلية باسم بكبيو (بيو الشمالية). كانت جولبون بيو السلف لغوغوريو وفي 538 أعادت بايكتشي تسمية نفسها باسم نامبيو (بيو الجنوبية).
كانت أوكجو دولة قبلية تقع في شمال شبه الجزيرة تأسست بعد سقوط غوجوسون. كانت أوكجو جزءاً من غوجوسون قبل سقوطها. ولكنها لم تصبح أبداً مملكة متطورة بسبب تدخل الدول المجاورة لها. أصبحت أوكجو أحد روافد غوغوريو، وضمت في نهاية المطاف إلى غوغوريو من قبل غوانغايتو ملك غوغوريو في القرن الخامس.
كانت دونغ يي مملكة صغيرة أخرى تقع في شمال شبه الجزيرة الكورية. كانت دونغ يي تحد أوكجو وواجهت نفس مصيرها بأن أصبحت أحد روافد غوغوريو الإمبراطورية المتوسعة. أيضاً كانت دونغ يي في السابث جزءاً من غوجوسون قبل سقوطها.

### سامهان
سام هان (삼한 | 三韓) تشير إلى الكونفدراليات الثلاث ماهان وجنهان وبيونهان.
تقع سامهان في الجزء الجنوبي من شبه الجزيرة الكورية. دول سامهان حكمت بالقانون الصارم، كما لعب الدين دوراً هاماً. ماهان كانت الأكبر وتضم 54 ولاية، وفرضت هيمنة سياسية واقتصادية وثقافية. بيونهان وجنهان كلاهما كانتا تضمان 12 ولاية، ومجموعها 78 ولاية ضمن سامهان. دول سامهان تم غزوها في النهاية من قبل بايكتشي، وشلا، وغايا في القرن الرابع.

## عصر الممالك الثلاث

أكبر توسع لغوغوريو في 476 ميلادي.

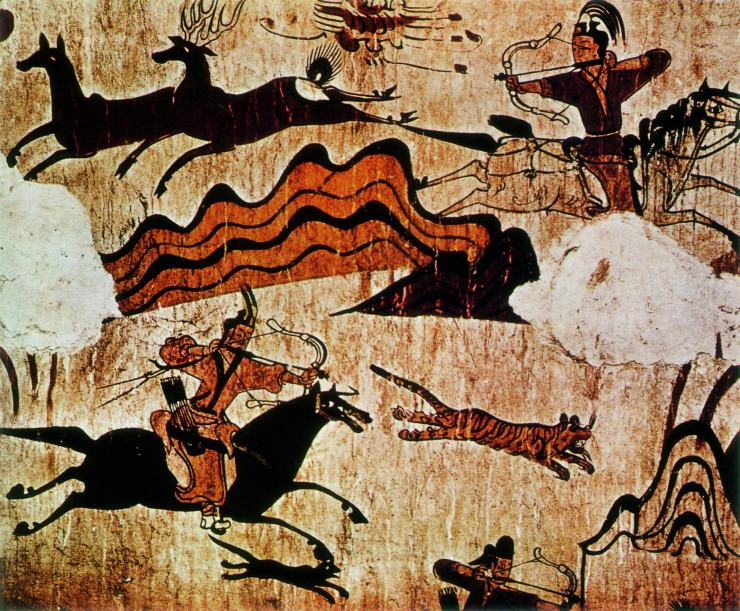
مثال على جداريات مقابر غوغوريو.

- يشير مصطلح ممالك كوريا الثلاث إلى غوغوريو وبايكتشي وشلا والتي سيطرت على كوريا وأجزاء من منشوريا.
- بدأ عصر الممالك الثلاث من سنة 57 ميلادي واستمر حتى انتصار شلا على غوغوريو في 668, حيث بدأ عصر دولتي الشمال والجنوب، حيث حكمت شلا في الجنوب وبالهاي في الشمال.
- العصر السابق لعصر الممالك الثلاث، قبل أن تتطور هذه الممالك لممالك مستقلة، يسمى بعصر ممالك كوريا الثلاث البدائية.

### غوغوريو
تم تأسيس غوغوريو في 37 قبل الميلاد بوساطة جمونغ (اسمه بعد الوفاة هو: دونغميونغسونغ). فيما بعد قام الملك تايجو بتحويل الحكومة إلى حكومة مركزية. تعتبر غوغوريو أول مملكة كورية تعتمد البوذية كدين لها في 372 بعد الميلاد، في عهد الملك سوسرم.
بلغت غوغوريو أوجها في القرن الخامس عندما وسع الملك غوانغايتو العظيم وابنه الملك جانغس الدولة لتضم منشوريا وجزءاً من منغوليا الداخلية، كما استولت على سول من مملكة بايكتشي. قام غوانغايتو وجانغس بعقد هدنة مع بايكتشي وشلا في عصرهم.
قامت غوغوريو بهزيمة الغزوات الصينية الضخمة في حروب غوغوريو مع سوي من 598 إلى 614 والتي ساهمت في سقوط سوي، واستمرت بصد مملكة تانغ تحت قيادة العديد من الجنرالات بما فيهم يون غايسومن ويانغ مانتشن (شاهد حروب غوغوريو مع التانغ).
على العموم العديد من الحروب مع الصين استنفدت قوى غوغوريو وسقطت لتصبح دولة ضعيفة. وبعد العديد من الصراعات الداخلية على السلطة، تم احتلالها من قبل قوات شلا وتانغ في 668.

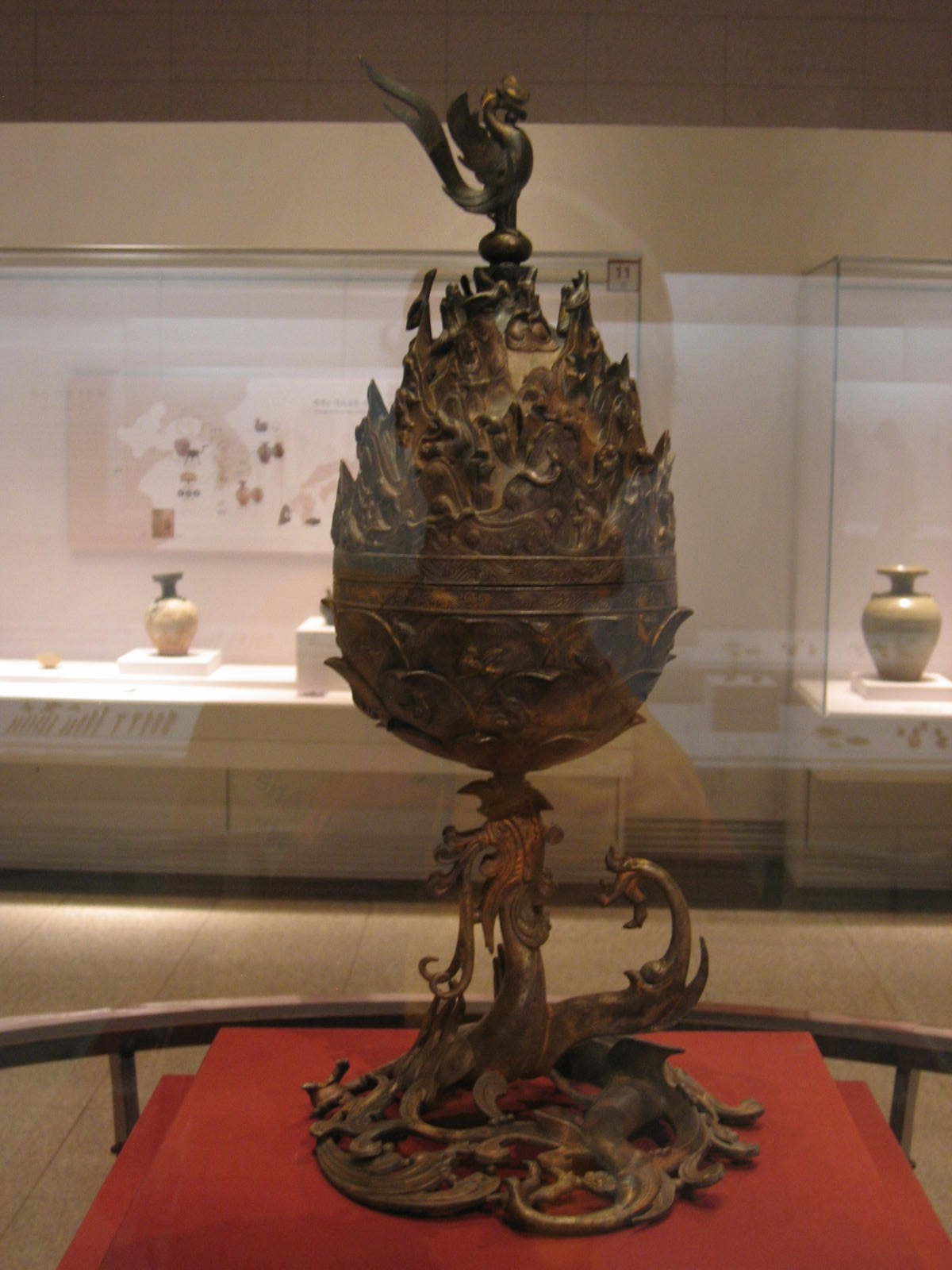
مبخرة بايكتشي البرونزية المطلية بالذهب

### بايكتشي
تأسست بايكتشي بوساطة الملك أنجو في سنة 18 قبل الميلاد كما هو منصوص في سامغك ساغ حيث تلت غوغوريو وشلا.
ذكرت سجلات الممالك الثلاث أن بايكتشي هي جزء من كونفدرالية ماهان في حوض نهر الهان (قرب ما يعرف اليوم بسول. قامت بالتوسع إلى الجنوب الغربي (مقاطعتي تشنغتشونغ وجولا) من شبه الجزيرة، وأصبحت قوة سياسية وعسكرية كبيرة. في نطاق التوسع، دخلت بايكتشي في مواجهات عنيفة مع غوغوريو والمقاطعات العسكرية الصينية في محيط طموحاتها الإقليمية.
استوعبت في ذروتها في القرن الرابع الميلادي في عهد الملك غنتشوغوجميع دول ماهان وأخضعت معظم جهات شبه الجزيرة الكورية الغربية (بما فيها مقاطعات غيونغي، تشنغتشونغ، جولا، وأيضاً جزءاً من هوانغهاي وغانغوون) وحولت الحكومة إلى حكومة مركزية. اكتسبت بايكتشي ثقافة صينية والعديد من التقنيات من خلال اتصالها مع الممالك الجنوبية عندما توسعت أراضيها.
لعبت بايكتشي دوراً أساسياً في نقل النمو الثقافي كالحروف الصينية، والبوذية، وصناعة الحديد، والفخار المتقدم، والمدافن الاحتفالية اليابانية القديمة. كما انتقلت جوانب أخرى من الحضارة عندما استسلم بلاط بايكتشي الملكي لليابان بعد غزوها لبايكتشي. هزمت بايكتشي بوساطة اتحاد قوات شلا وتانغ في 660 ميلادي.

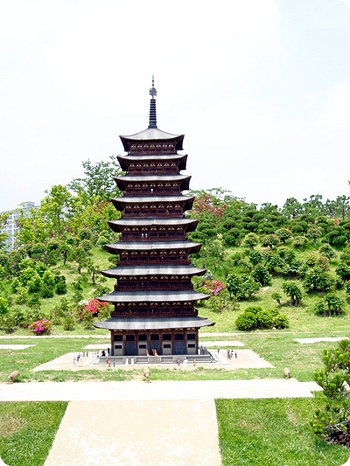
مجسم طبق الأصل لمعبد هوانغنيونغسا (الأصلي بطول 80 متراً) والذي دمر على يد المغول.

### شلا
وفقاً للأسطورة فإن شلا بدأت مع توحد ست رؤساء قبائل في كونفدرالية جنهان بوساطة باك هيوكغوسي في 57 قبل الميلاد، في جنوب شرق كوريا. شملت أراضيها ما يعرف يوم بميناء مدينة بوسان، وظهرت شلا فيما بعد كقوة بحرية دمرت القراصنة اليابانيين خاصة خلال عصر شلا الموحدة.
تحف شلا تضم قطعاً ذهبية فريدة من نوعها، تظهر تأثير السهوب البدوية الشمالية، مع تأثير أقل للصين عما يظهر في غوغوريو وبايكتشي. توسعت شلا بسرعة بعد احتلال حوض نهر ناكدونغ وتوحيد المدن الدولية.
بحلول القرن الثاني الميلادي، كانت شلا دولة كبيرة تحتل وتأثر على الدول القريبة. اكتسبت شلا القوة مجدداً عندما ضمت كونفدرالية غايا في 562 ميلادي. واجهت شلا دائماً ضغطاً من غوغوريو، وبايكتشي، واليابان وفي أوقات مختلفة تحالفت مع بايكتشي وحاربت غوغوريو.
في 660 ميلادي أمر الملك ميول جيوشه بمهاجمة بايكتشي. قام الجنرال كم يشن بمساعدة قوات مملكة تانغ باحتلال بايكتشي، وفي 661 ميلادي هاجمت شلا وتانغ مملكة غوغوريو إلا أنهما هزمتا. بدأ الملك منمو ابن الملك ميول وابن أخ كم حملة أخرى في 667 ميلادي وسقطت غوغوريو في السنة التالية.

### غايا
غايا هي كونفدرالية لممالك صغيرة في وادي نهر ناكدونغ في جنوب كوريا، نمت من كونفدرالية بيونهان من عصر سامهان.
كانت سهول غايا غنية بالحديد لذا كان تصدير الأدوات الحديدية ممكناً، كما ازدهرت الزراعة. في القرون الأولى قادت مدينة غمغوان غايا الكونفدرالية في فترة غمهاي. على العموم تحولت سلطتها القيادية إلى الدولة المدنية دايغايا في فترة غوريونغ بعد القرن الخامس الميلادي.
كانت دائماً في حالة حرب مع الممالك الثلاث التي تحيط بها، لم تتطور غايا لتشكل دولة موحدة ولكنها ضمت في النهاية إلى شلا في 562 ميلادي.

## دولتا الشمال والجنوب
مصطلح دولتي الشمال والجنوب يشير إلى دولتي شلا الموحدة وبالهاي، في الوقت الذي سيطرت فيه شلا على غالبية شبه جزيرة كوريا بينما توسعت بالهاي في منشوريا. خلال هذا الوقت، تقدمت التقنية والثقافة بشكل ملحوظ ولا سيما في شلا الموحدة.

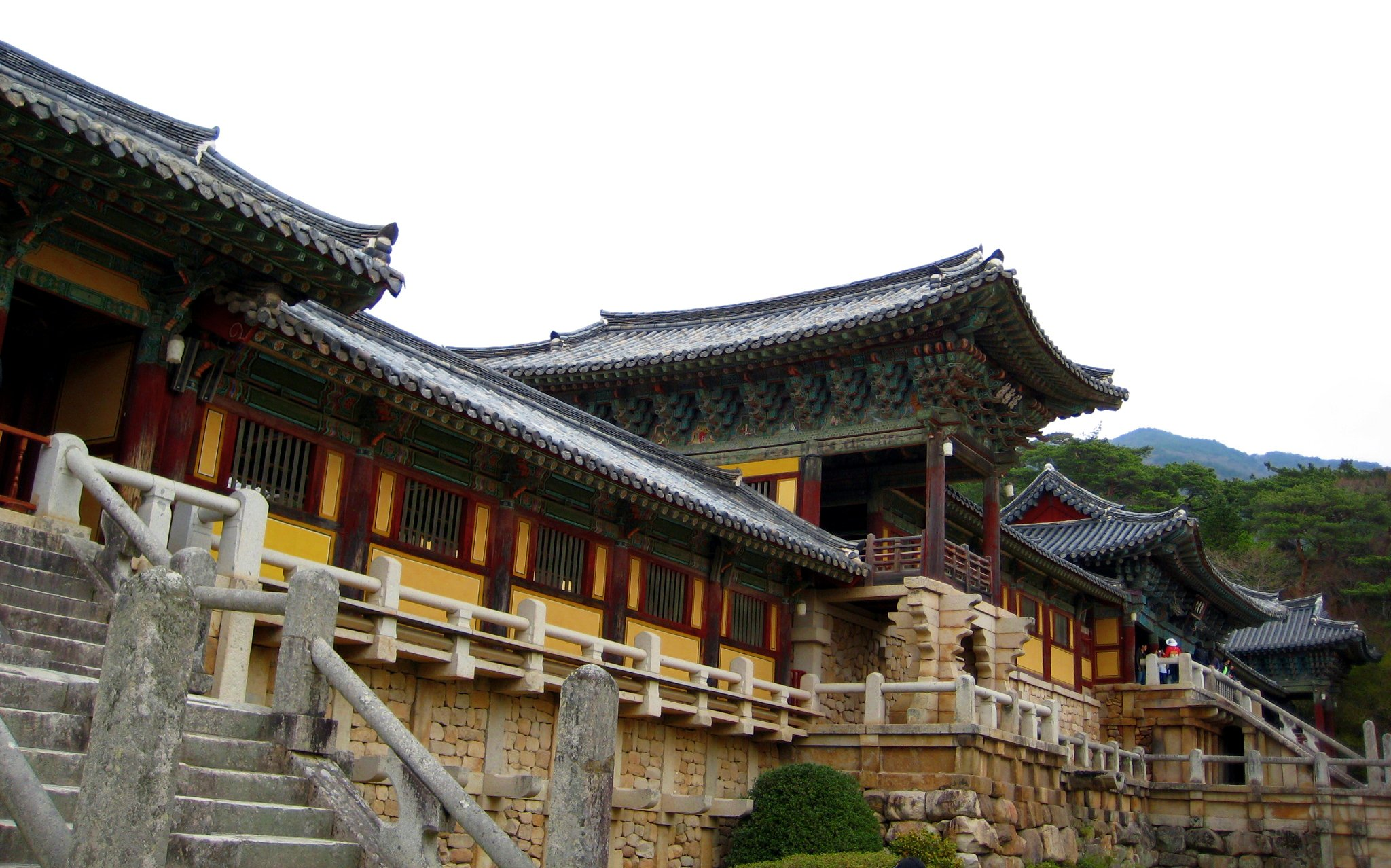
بلغكسا هو معبد من مواقع التراث العالمي المسجل من اليونسكو.

### شلا الموحدة
بعد حروب التوحيد، أسست مملكة تانغ بؤراً استيطانية في غوغوريو السابقة، وبدأت في إنشاء مجتمعات إدارية في بايكتشي. هاجمت شلا قوات تانغ في بايكتشي وشمال كوريا في 671. ثم غزت تانغ مملكة شلا في 674 ولكن شلا أبعدت قوات تانغ لخارج الجزيرة ليصلوا لتوحيد شبه كامل لشبه جزيرة كوريا.
ازدهرت الفنون الكورية بشكل كبير في عصر شلا الموحدة كما أصبحت البوذية جزءاً كبيراً من الثقافة. الأديرة البوذية كمعبد بلغكسا ومغارة سوكغرام (من مواقع التراث العالمي) هي أمثلة على العمارة الكورية المتقدمة والتأثير البوذي. الفنون والهندسة العمارية الأخرى التي دعمتها الدولة في هذه الفترة تتضمن معبد هوانغنيونغسا ومعبد بنهوانغسا.
بدأت شلا تتعرض لمشكلات سياسية في نهاية القرن الثامن. أضعف هذا الأمر شلا بشكل كبير وبعد ذلك بوقت قصير، أنشأ أحد المتحدرين من بايكتشي السابقة مملكة بايكتشي الأخيرة. في الشمال أعاد الثوار إحياء غوغوريو السابقة وإنشاء غوغوريو الأخيرة ليبدأ عصر ممالك كوريا الثلاث الأخيرة.

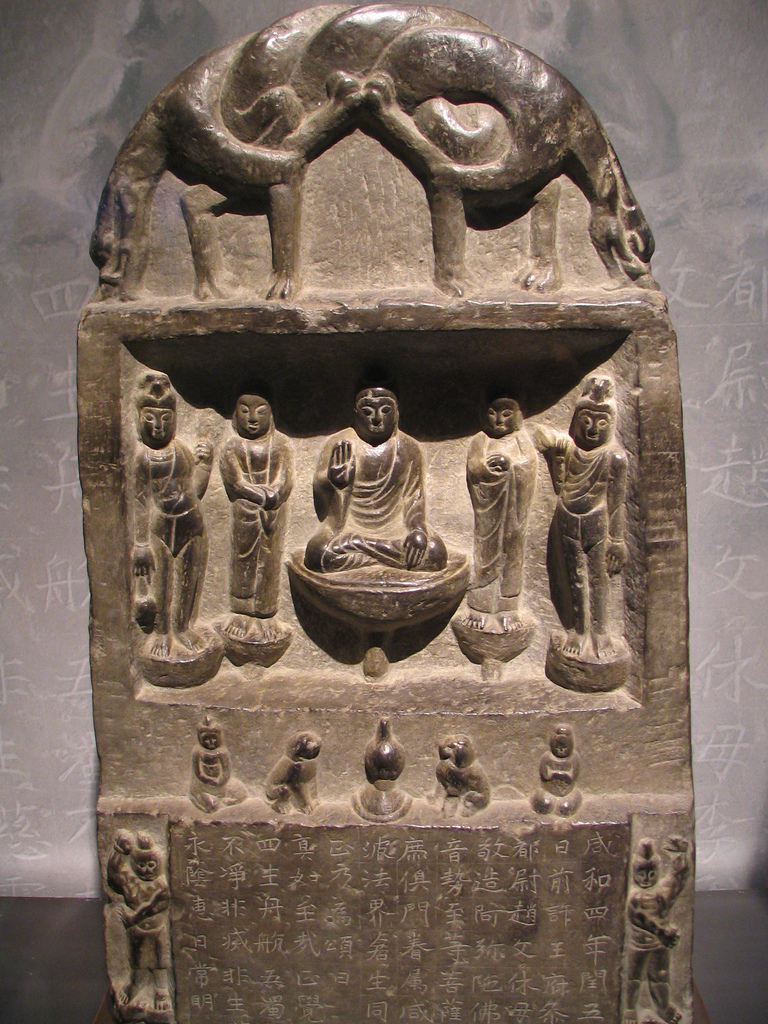
لوحة تذكارية من بالهاي موجودة في متحف كوريا الوطني.

استمرت شلا الموحدة لمدة 267 عاما حتى سلم الملك غيونغسن الدولة لمملكة غوريو في 935, بعد 992 عاماً وستة وخمسين حاكماً.

### بالهاي
تأسست بالهاي بعد ثلاثين عاماً من سقوط غوغوريو. تم تأسيسها في الجزء الشمالي من الأراضي السابقة لغوغوريو بوساطة داي جويونغ، جنرال سابق في غوغوريو. سيطرت بالهاي على المناطق الشمالية من شبه الجزيرة الكورية، وجزء كبير من منشوريا (مع أنها لم تسيطر على شبه جزيرة لياودونغ لمدة طويلة) وتوسعت فيما يعرف اليوم باسم بريمورسكي كراي (الكيان الفدرالي الروسية). نصبت بالهاي نفسها خلفاً لغوغوريو. كما أنها تبنت حضارة مملكة تانغ، مثل الهيكل الحكومي والنظام الجغرافي السياسي.
في وقت من السلام النسبي والاستقرار في المنطقة، ازدهرت بالهاي، وخصوصاً خلال عهد الملك من الثالث (حكم من 737 إلى 793) وعهد الملك سون. وعلى العموم ضعفت بالهاي بحلول القرن العاشر، وغزت مملكة لياو الخيطان مملكة بالهاي في 926. هاجر عشرات الالاف من النازحين، بما فيهم داي غوانغهيون، آخر ولي عهد إلى غوريو.
لم ينج أي سجل تاريخي من مملكة بالهاي، كما لم تترك لياو أي تواريخ عن بالهاي. في حين سيطرت غوريو على بعض أراضي بالهاي واستقبلت اللاجئين إليها، إلا أنه لا يوجد أي جمع تاريخي آخر بينهما. يتضمن سامغك ساغي (تاريخ الممالك الثلاث) على سبيل المثال مقاطع عن بالهاي، ولكنه لا يتضمن تاريخاً شخصياً لبالهاي. في القرن الثامن عشر، قام مؤرخ مملكة جوسون يو دكغونغ بالدفاع عن تاريخ بالهاي باعتباره جزءاً من التاريخ الكوري، كما قام بصياغة مصطلح «عصر دولتي الشمال والجنوب» للإشارة لهذا العصر.

## الممالك الثلاث الأخيرة
ممالك كوريا الثلاث (892 إلى 936 ميلادي) تتضمن شلا (في آخر أيامها), بايكتشي الأخيرة (هبايكتشي), وتايبونغ (تعرف أيضاً باسم هغوغوريو | غوغوريو الأخيرة). تم تأسيس الأخيرتين بعد ضعف شلا الموحدة، وادعت أنهما وريثتان لبايكتشي وغوغوريو.
قاد غنغ يي مملكة تايبونغ (غوغوريو الأخيرة), وهو راهب بوذي وهو من أسس غوغوريو الأخيرة. غنغ يي غير المشهور خلع من حكمه بوساطة وانغ غون في 918. كان وانغون مشهوراً بين شعبه وقرر توحيد شبه الجزيرة بأكملها تحت حكومة واحدة. قام بمهاجمة بايكتشي الأخيرة في 934 وحصل على استسلام شلا في السنة التالية. في 936 غزت غوريو مملكة بايكتشي الأخيرة.

### غوغوريو الأخيرة
تايبونغ أو غوغوريو الأخيرة (هغوغوريو) هي دولة أنشئت بوساطة غنغ يي (궁예 | 弓裔) في شبه الجزيرة الكورية في 901, خلال عهد ممالك كوريا الثلاث الأخيرة.

### بايكتشي الأخيرة
هبايكتشي أو بايكتشي الأخيرة هي أحد ممالك كوريا الثلاث الأخيرة، جنباً إلى جنب مع غوغوريو الأخيرة وشلا. تم تأسيسها بوساطة الجنرال المنشق غيون هوون من شلا في 900, وسقطت على يد جيش وانغ غون ملك غوريو في 936. عاصمتها كانت جونجو، وهي في الوقت الحاضر في مقاطعة جولا الشمالية. معظم المعلومات عن هذه المملكة مأخوذة من كتاب تذكارات الممالك الثلاث وكتاب تاريخ الممالك الثلاث.

## غوريو

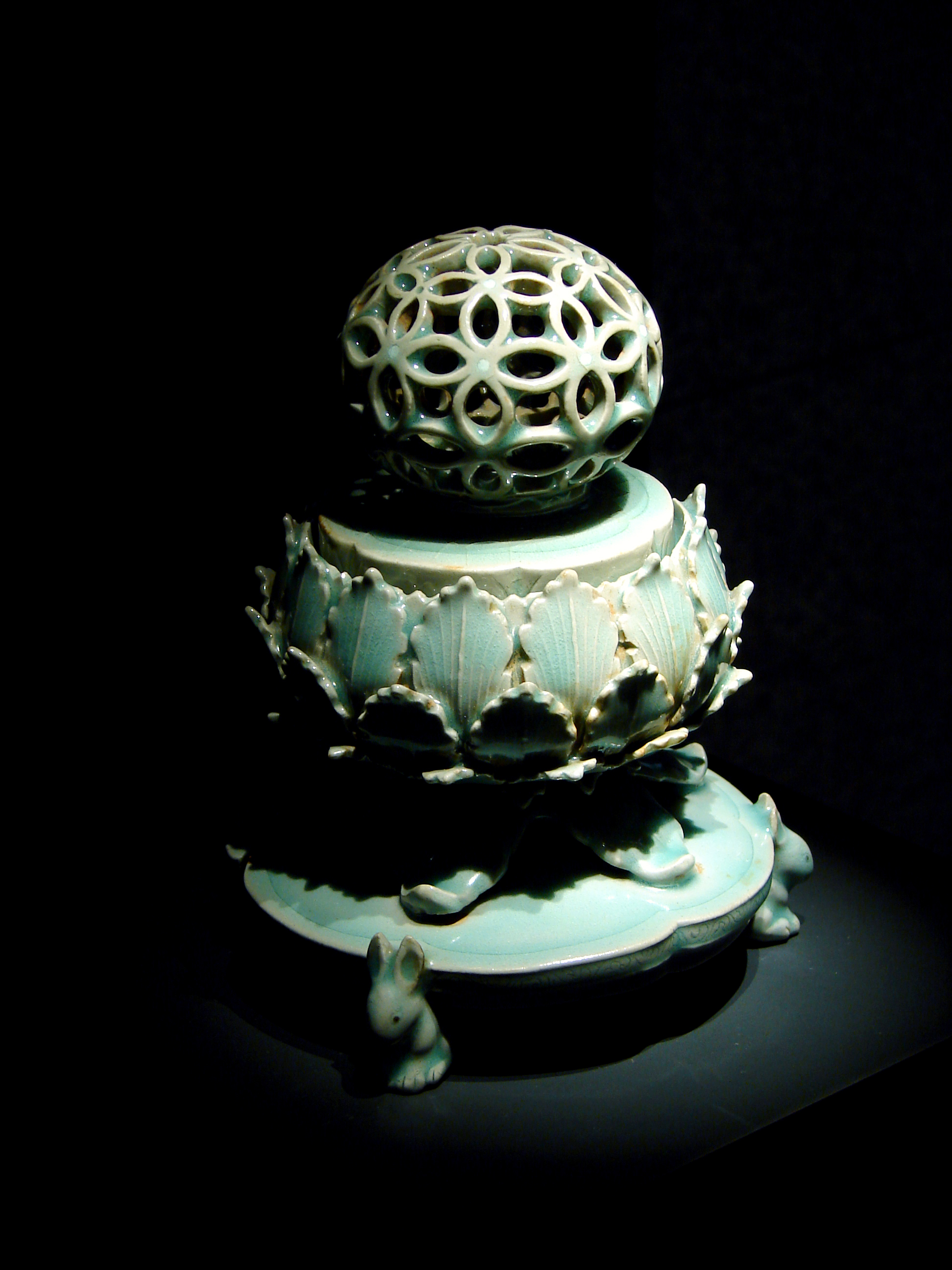
مبخرة كورية من السيلادون في مملكة غوريو (918 إلى 1392).

تم تأسيس غوريو في 918 ميلادي وأصبحت المملكة الحاكمة في كوريا بحلول 936. سميت غوريو بهذا الاسم لأن وانغ غون اعتبر دولته خلفاً لغوغوريو. ظلت المملكة حتى 1392, وهي المصدر للاسم (korea) الإنجليزي.
تم تدوين القوانين خلال هذا العصر، وإدخال نظام الخدمة المدنية. ازدهرت البوذية، وانتشرت في أنحاء شبه الجزيرة. كما ازدهر وتطور فخار السيلادون في القرن الثاني عشر والثالث عشر. نشرت تربتاكا كوريانا على 81,258 لوح واخترعت الطابعة المنقولة المعدنية النوع والتي تشهد على إنجازات كوريا الثقافية.
في عام 1231 بدأ المغول حملاتهم ضد كوريا، وبعد 25 سنة من النضال، خضعت غوريو من خلال التوقيع على معاهدة مع المغول. استمرت غوريو بعد المعاهدة لمدة 80 سنة كحليف رافد للمغول الذين حكموا مملكة يوان في الصين.
في 1350 بدأت مملكة يوان بالسقوط بسرعة بسبب الصراعات الداخلية، مما مكن الملك غونغمن من إصلاح حكومة غوريو. كان هناك العديد من المشاكل التي كان على غونغمن التعامل معها، بما فيها إبعاد الأرستقراطيين والمسؤولين العسكريين الموالين للمغول، وقضية ملاك الأراضي، وتهدئة العداء المتزايد بين البوذيين وعلماء الكونفوشيوسية.
استمرت مملكة غوريو حتى 1392. سيطر تايجو ملك جوسون ومؤسسها على السلطة بانقلاب عام 1388 وبعد أن حكم من خلف عرش ملكين اثنين، أنشأ مملكة جوسون في 1392.

## جوسون
جوسون (يوليو 1392 - أكتوبر 1897), دولة كورية أسسها إي سونغ غاي واستمرت قرابة الخمس قرون. تأسست مملكة جوسون بعد الإطاحة بمملكة غوريو وعاصمتها غايسونغ، في وقت مبكر من تاريخ المملكة تم إعادة تسمية كوريا ونقل العاصمة إلى المدينة التي تعرف في عصرنا باسم سول. جرى توسيع الحدود الشمالية للمملكة حتى وصلت إلى نهر يالو (يعرف باسم أمنوك) ونهر تومين عبر إخضاع الجورشن. تعتبر جوسون آخر مملكة في التاريخ الكوري، وأطول مملكة حكمت بالتعاليم الكونفوشيوسية.

### التاريخ السياسي

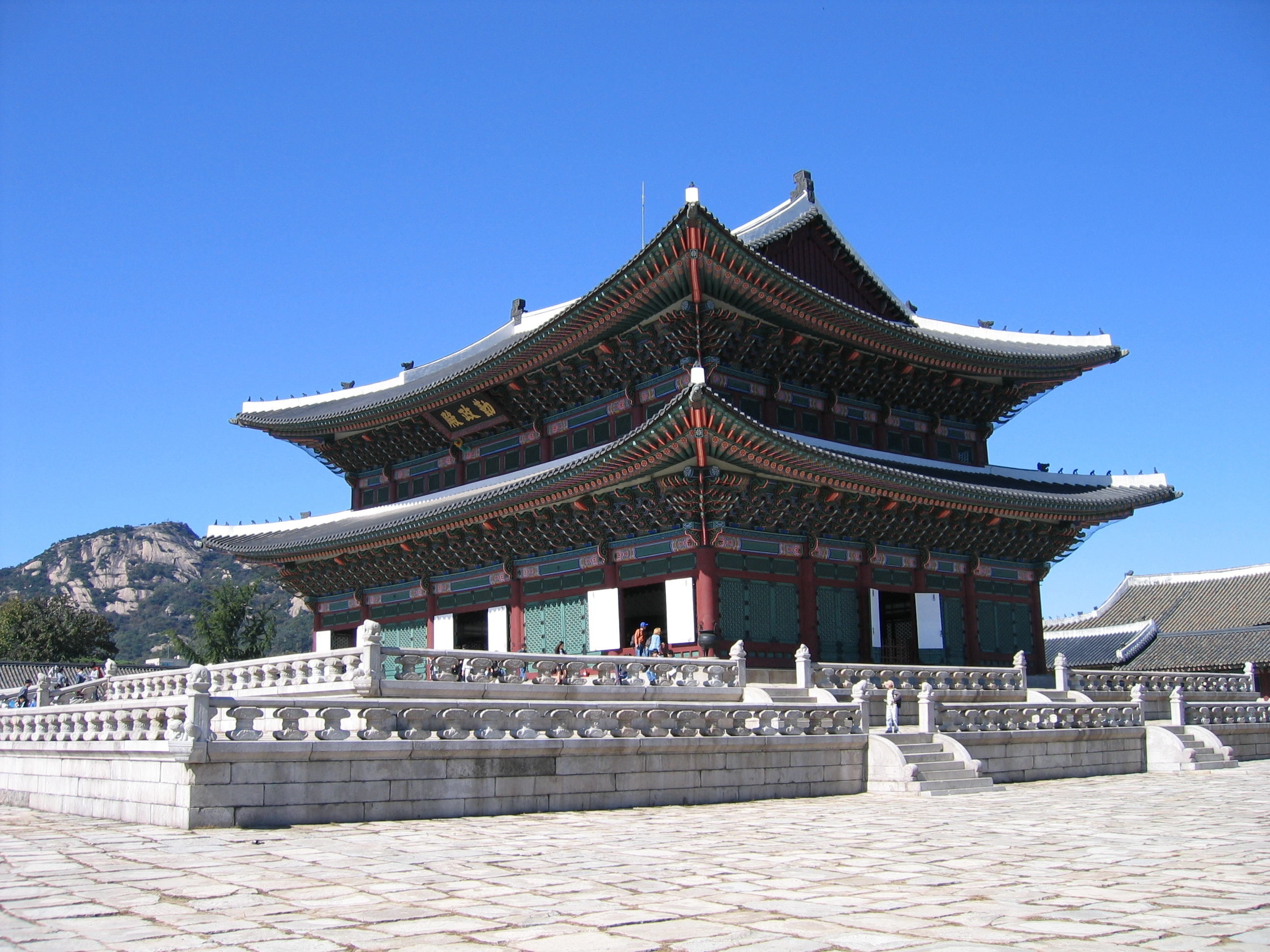
قصر غيونغبوك.

في 1392, أنشأ الجنرال إي سونغ غاي (عرف باسم تايجو لاحقاً) مملكة جوسون (1392 - 1897) وسميت بهذا الاسم تكريماً للمملكة السابقة غوجوسون، واستندت على أيدولوجيات الكونفوشيوسية المثالية.
نقل تايجو العاصمة إلى هانيانغ (سول الحديثة) وبنى قصر غيونغبوك. في 1394 تبنى النوكونفوشيوسية كديانة رسمية للبلاد، وسعى إلى إقامة دولة بيروقراطية قوية. ابنه وحفيده الملك تايجونغ والملك العظيم سيجونغ نفذا العديد من الإصلاحات الإدارية والاجتماعية والاقتصادية وأسس سلطة ملكية قوية في السنوات الأولى من عهد المملكة.
عانت الأمة في السنوات التي تلت ذلك العديد من الصراعات الداخلية في البلاط الملكي، والعديد من الاضطرابات المدنية والصراعات السياسية، والتي ازدادت سوءاً بغزو اليابان لكوريا بين 1592 و 1598. حشد تويوتومي هيده-يوشي قواته وحاول غزو قارة آسيا من خلال كوريا، ولكن في نهاية المطاف تم صد قواته من قبل الجيش الصالح، والجيش الكوري والبحرية، بمساعدة من مملكة مينغ الصينية. هذه الحرب شهدت بروز الأميرال إي سن شن والسفينة السلحفاة.
كانت جوسون تسعى جاهدة لإعادة بناء نفسها بعد الحرب، لكنها عانت من غزوات المانشو في 1627 وأيضا في 1636. وجهات نظر مختلفة بشأن السياسة الخارجية قسمت البلاط الملكي، والصعود إلى العرش كان يتم بعد صراع سياسي كبير ونضال من أجله.
تبع ذلك فترة من السلام في القرن الثامن عشر خلال سنوات الملك يونغجو والملك جونغجو، والذين قادا مملكة جوسون للنهضة الجديدة، بإصلاحات جوهرية لتخفيف التوتر السياسي بين علماء الكونفوشيوسية، الذين تولوا مناصب عالية.
ومع ذلك، ساد الفساد في الحكومة والاضطرابات في المجتمع في السنوات التالية، مما تسبب في العديد من الانتفاضات المدنية والثورات. قدمت الحكومة إصلاحات شاملة في أواخر القرن التاسع عشر، ولكنها تمسكت بالانعزالية الصارمة مما أكسبها لقب «مملكة الناسك». هذه السياسة أنشأت حماية ضد الإمبريالية الغربية في المقام الأول، ولكن جوسون اضطرت لفتح تجارتها، ليبدأ العصر المؤدي إلى الحكم الاستعماري الياباني.

### الثقافة والمجتمع

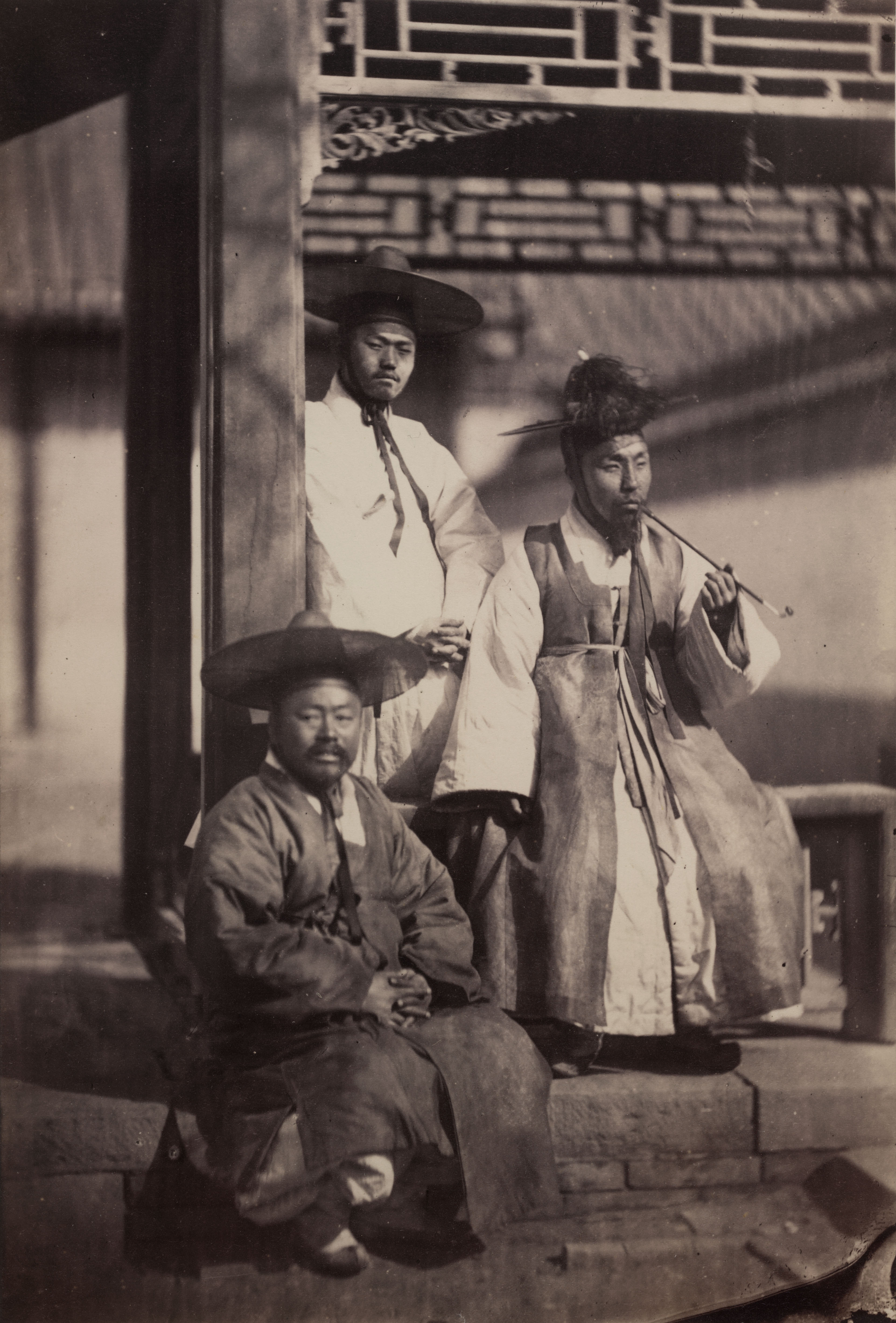
أحد أوائل الصور الفوتوغرافية التي تصور اليانغبان الكوريين، أخذت في 1863.

استندت ثقافة جوسون على فلسفة النوكونفوشيوسية، والتي تؤكد على الأخلاق والاستقامة والآداب العلمية. نتج الاهتمام الواسع بالدراسات العلمية في إنشاء الأكديميات والمؤسسات التعليمية الخاصة. كتبت العديد من الوثائق عن التاريخ والجغرافيا والطب ومبادئ الكونفوشيوسية. ازدهرت الفنون في الرسم والموسيقى والخط والرقص والسيراميك.
الحدث الثقافي الأبرز في هذا العصر هو إصدار الأبجدية الكورية الهانغول من قبل الملك العظيم سيجونغ في 1446. كما شهد هذا العصر تطور مختلف الثقافات الأخرى والعلوم والتقنيات.
خلال جوسون، تم إيجاد نظام التسلسل الهرمي الاجتماعي الذي أثر بشكل كبير في التطور الاجتماعي الكوري. كان الملك والعائلة الحاكمة على قمة النظام الوراثي، في الطبقة التالية هي فئة من المدنيين أو المسؤولين العسكريين وملاك الأراضي المعروفين باسم اليانغبان، والذين عملوا لحساب الحكومة ويعيشون على جهود المزارعين المستأجرين والعبيد.
الطبقة الوسطى (جنغن) كانوا متخصصين في التقنيات مثل النساخ والأطباء والفنيين في المجالات ذات الصلة كالعلوم والفنانين والموسيقيين. العوام مثل الفلاحين كانوا يشكلون أكبر فئة من جوسون. كان عليهم التزامات كدفع الضرائب، والعمل، والخدمة في الجيش. عن طريق دفع ضرائب الأراضي للدولة، سمح لهم بزراعة الأراضي والمزارع. الطبقة السفلى تضم المزارعين المستأجرين، والعبيد، والفنانين والحرفيين، والبغايا، والعمال، والشامانيين، والمتشردين، والمنبوذين والمجرمين. على الرغم من كون منصب العبيد هو منصب وراثي، كان يمكن بيعهم إو إطلاق سراحهم مقابل أسعار محددة رسمياً، وسوء معاملة العبيد كان ممنوعاً.
نظام اليانغبان المرتكز عليهم بدأ في التغير في أواخر القرن السابع عشر مع التغيرات السياسية والاقتصادية والاجتماعية التي حصلت. بحلول القرن التاسع عشر، ظهرت مجموعات تجارية جديدة، والمنصب الاجتماعي النشط المتنقل جعل اليانغبان يزيدون. مما أدى إلى إضعاف النظام الطبقي القديم. أمرت حكومة جوسون بإطلاق سراح العبيد الحكوميين في 1801. تم حظر نظام الطبقات تماماً في جوسون في 1894.

### الغزوات الأجنبية

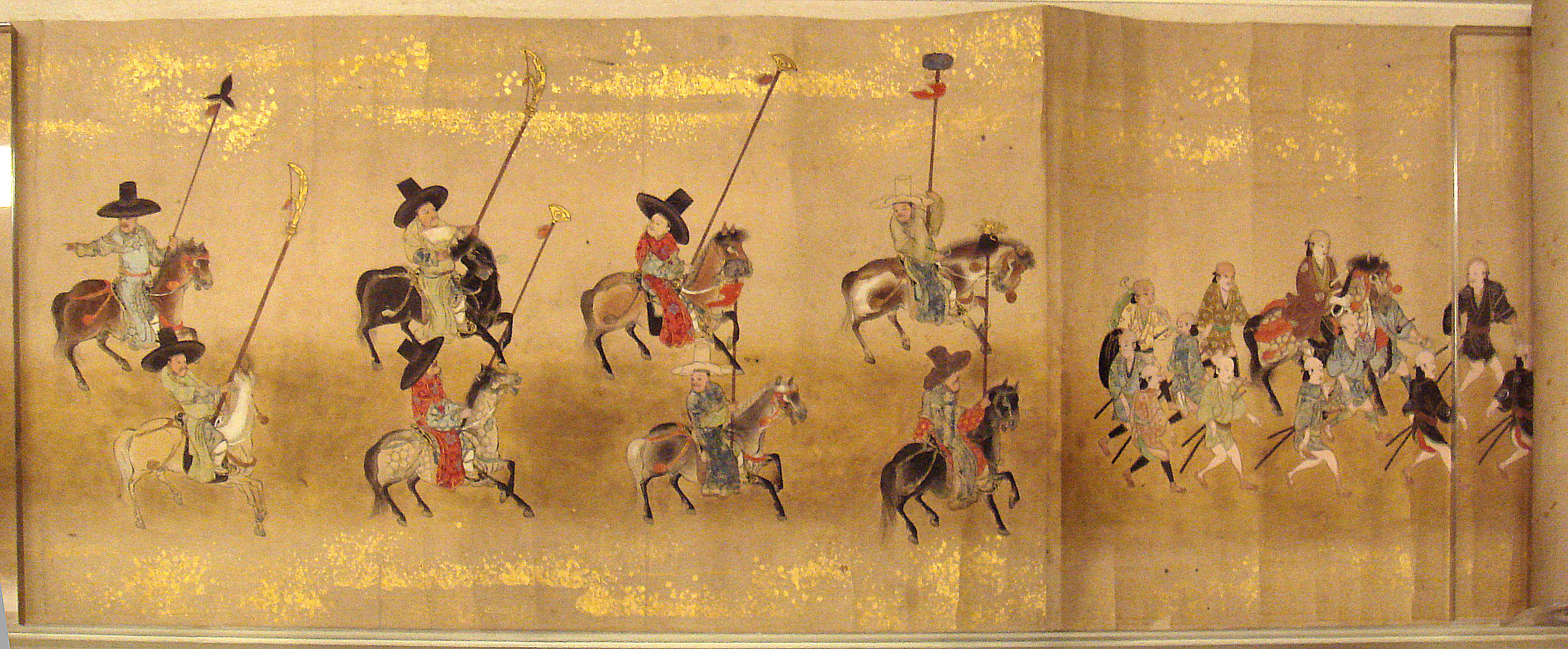
السفارة الكورية إلى اليابان, 1655, تعزى إلى كانو تون ياسنوبو. المتحف البريطاني.

تعاملت جوسون مع غزوتين يابانيتين من 1592 إلى 1598 (حرب إمجن أو حرب السبع سنوات). قبل الحرب، أرسلت كوريا سفيرين من أجل الكشف على علامات لنية اليابان على غزو كوريا. مع ذلك عاد الاثنان بتقريرين مختلفين، وانقسم السياسيون لجانبين، القليل من التدابير السابقة تم اتخاذها.
أدى هذا الصراع لبروز الأميرال إي سن شن والذي ساهم في صد القوات اليابانية في نهاية المطاف مع استخدامه لاختراعات مبتكرة مثل السفينة السلحفاة الضخمة والسريعة ذات مدفع ومزودة بمسامير حديدية (وفقاً لبعض المصادر، كان هناك شرفة مطلية بالحديد). استخدام هواتشا كان فعالاً بشكل كبير في صد الغزاة اليابانيين من على البر.
بعد ذلك تعرضت كوريا لغزو المانشو في 1627 وتعرضت لغزوة أخرى في 1636, وانتهت باعتراف مملكة جوسون بسيادة إمبراطورية تشينغ.
خلال القرن التاسع عشر، حاولت جوسون السيطرة على النفوذ الأجنبي بإغلاق جميع الحدود أمام جميع الدول ما عدا الصين. في 1853 زارت يو إس إس الأمريكية الجنوبية (مدمرة حربية أمريكية) بسان لمدة 10 أيام وأقامت علاقات ودية مع المسؤولين المحليين. العديد من الأمريكيين الناجيين من الغرق تم علاجهم في كوريا في 1855 و1865 وأرسلوا إلى الصين لإعادة التوطين. كان بلاط جوسون على علم بالغزوات الأجنبية والمعاهدات مع تشينغ الصينية، فضلاً عن حروب الأفيون الأولى والثانية، حيث اتبعت سياسة حذرة وبطيئة التصرف مع الغرب.
في 1866 كرد فعل على الأعداد الكبيرة للكوريين المتحولين إلى الكاثوليكية على الرغم من موجات الاضطهاد العديدة، شن بلاط جوسون باستمرار حملات عليهم، تم ذبح المبشرين الكاثوليك الفرنسيين والكوريين المتحولين على حد سواء. في وقت لاحق من السنة غزت واحتلت فرنسا أجزاء كبيرة من جزيرة كانغهوا. فقد الجيش الكوري الكثير، ولكن الفرنسيين تخلوا عن الجزيرة.
حاول الجنرال شيرمان (وهو تاجر أسلحة أمريكي في البحرية) فتح التجارة مع كوريا في 1866. بعد سوء فهم أولي، أبحرت السفينة عكس مجرى النهر وعلقوا قرب بيونغيانغ. بعد أن أمروا بالمغادرة من قبل المسؤولين الكوريين، قتل أفراد الطاقم الأمريكي أربع أشخاص كوريين، وخطفت ضابطاً عسكرياً، واشتركت في قتال متقطع استمر لأربة أيام. بعد محاولتين لتدمير السفينة إلا أنها فشلت، وأخيراً تم إشعال النار فيها من قبل سفن النار الكورية المحملة بالمتفجرات.
ورداً على ذلك، واجهت الولايات المتحدة كوريا عسكرياً في 1871, لتقتل 243 كورياً في جزيرة غانغهوا قبل أن تنسحب. هذا الحادث يسمى شنميانغيو في كوريا. بعد خمس سنوات وقعت كوريا معاهدة مع اليابان، وفي 1882 وقعت معاهدة مع الولايات المتحدة، لتنهي قروناً من العزلة.
في 1885, احتلت المملكة المتحدة جزيرة غومن فيما يعرف باسم حادث ميناء هاملتون، وانسحبت منها 1887.
بعد الحداثة السريعة لليابان، أُجبرت كوريا على فتح موانئها في 1876, ونجحت في تحدي إمبراطورية تشينغ في الحرب الصينية اليابانية (1894 إلى 1895). في 1895 تورطت اليابان في مقتل الإمبراطورة ميونغسونغ  والتي سعت لطلب المساعدة من روسيا، واضطر الروس أن ينسحبوا من كوريا في هذه المرة.

## الإمبراطورية الكورية
تم إبرام معاهدة شيمونوسيكي في 1895 بين الصين واليابان، كنتيجة للحرب الصينية اليابانية (1894 - 1895). نصت المعاهدة على إلغاء العلاقات التقليدية التي كانت بين كوريا والصين، حيث كانت الأخيرة تعترف بالاستقلال الكامل لجوسون، وتبرأت من النفوذ السياسي السابق على هذه الأخيرة.
في 1897 تم تغيير اسم مملكة جوسون إلى الإمبراطورية الكورية، وأصبح الملك غوجونغ الإمبراطور غوجونغ. هدفت الحكومة الإمبراطورية لأن تصبح قوية ومستقلة من خلال تنفيذ الإصلاحات الداخلية، وتعزيز القوات العسكرية، وتطوير التجارة والصناعة، ومسح الأراضي وملاكها. منظمات مثل نادي الاستقلال أخذت تطالب وتؤكد على حقوق شعب جوسون، ولكنها اشتبكت مع الحكومة والتي أعلنت الملكية المطلقة والقوة.
النفوذ الروسي في الإمبراطورية كان قوياً حتى هزمت من قبل اليابان في الحرب الروسية اليابانية (1904 - 1905). أصبحت كوريا محمية بشكل فعال من اليابان في 17 نوفمبر 1905, بعد أن صدرت معاهدة 1905 بدون الحاجة إلى ختم الإمبراطور غوجونغ أو تفويضه.
بعد توقيع المعاهدة، أنشأ العديد من المفكرين والعلماء العديد من المنظمات والرابطات وشرعوا في حركة الاستقلال. في 1907, أجبر غوجونغ على التنازل عن العرش بعد أن علمت اليابان أنه أرسل مبعوثين سريين إلى مؤتمر لاهاي الثاني للاحتجاج على معاهدة الحماية، مما أدى لصعود ابن الإمبراطور غوجونغ، الإمبراطور سنجونغ إلى العرش. في 1909 قام ناشط الاستقلال آن جنغ غن باغتيال إيتو هيروبومي، القائد العام لكوريا، بسبب تدخلاته في شأن السياسة الكورية. وهذا ما حدا اليابان لحظر جميع المنظمات السياسية والمضي قدما ً في خطط الضم.

## الاستعمار الياباني

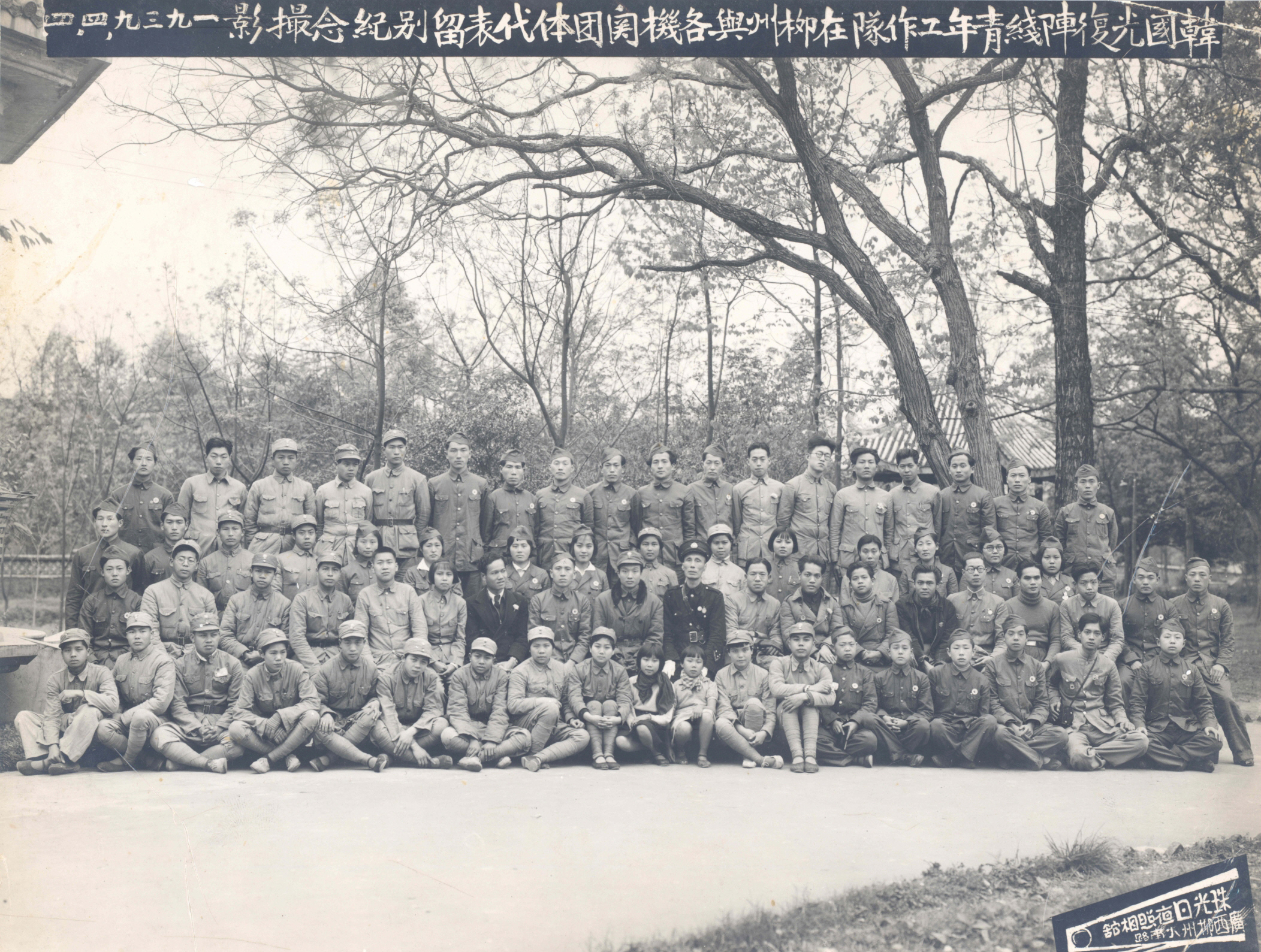
جيش التحرير الكوري.

في 1910 ضمت اليابان كوريا بموجب معاهدة الضم بين كوريا واليابان، والتي جنباً إلى جنب مع غيرها من المعاهدات بين كوريا واليابان تم التأكيد على بطلانها وإلغائها في 1965. بينما أكدت اليابان أن المعاهدة تم إبرامها قانونياً، ولكن هذه الحجة غير مقبولة في كوريا لأنه لم يتم توقيعها من قبل إمبراطور كوريا كما هو مطلوب كما أنها انتهكت الاتفاقيات الدولية بشأن الضغوط الخارجية بشأن المعاهدات. تمت السيطرة على كوريا من قبل اليابان ووضعت تحت حكم القائد العام لكوريا حتى استسلمت اليابان لقوات الحلفاء في 15 أغسطس 1945, مع سيادة المساواة القانونية والانتقال من مملكة جوسون إلى حكومة جمهورية كوريا المؤقتة.
بعد الضم، سعت اليابان إلى قمع التقاليد والثقافة الكورية، ووضع وتنفيذ السياسات التي تفيد مصالح اليابان. تم إنشاء شبكات نقل واتصال على الطراز الأوربي في مختلف أنحاء البلاد من أجل استخراج الموارد والعمل للشعب الكوري، معظم هذه الشبكات تم تدميرها في وقت لاحق في الحرب الكورية. تم دمج النظام المصرفي وإلغاء العملة الكورية. أزال اليابانيون التسلسل الهرمي لجوسون، ودمروا أجزاء كبيرة من قصر غيونغبوك واستعاضوا عنها بمباني المكاتب الحكومية.
بعد أن مات الإمبراطور غوجونغ في يناير 1919, مع إشاعات حول تسميمه، قامت مظاهرات تطالب بالاستقلال ضد الغزاة اليابانيين والتي أخذت مكانها في الصعيد الوطني في 1 مارس 1919 (حركة 1 مارس). تم قمع هذه المظاهرات بالقوة وقتل حوالي 7,000 جندي ياباني وشرطي. شارك 2 مليوني شخص في المسيرات المؤيدة للتحرر السلمي، مع أن السجلات اليابانية تذكر أن عددهم كان أقل من نصف مليون شخص. تأثرت هذه الحركة بخطاب رئيس الولايات المتحدة وودرو ويلسون في 1919, معلناً دعم حق تقرير المصير وإنهاء الحكم الاستعماري الأوروبي. لم يعلق ويلسون حول الاستقلال الكوري، وربما وصفها بالفصيل الموالي لليابان في الولايات المتحدة الساعية إلى اختراق التجارة في الصين من خلال شبه الجزيرة الكورية.
تم إنشاء حكومة جمهورية كوريا المؤقتة في شانغهاي، الصين، في أعقاب حركة 1 مارس، والتي نسقت جهود التحرير والمقاومة ضد السيطرة اليابانية. تشمل إنجازات الحكومة المؤقتة معركة تشنغشانل في 1920 والكمين للقيادة العسكرية في الصين في 1932. تعتبر الحكومة المؤقتة هي الحكومة القانونية للشعب الكوري بين 1919 و1948, ونص على شرعيتها في ديباجة دستور جمهورية كوريا.
أدى استمرار الانتفاضات المناهضة لليابان، كالانتفاضة الوطنية للطلاب في نوفمبر 1929 مما عزز الحكم العسكري في 1931. بعد اندلاع الحرب الصينية اليابانية سنة 1937 والحرب العالمية الثانية، هدفت اليابان للقضاء على الأمة الكورية. أصبحت الثقافة الكورية نفسها غير قانونية. وأصبحت العبادة عند أضرحة الشنتو اليابانية إلزامياً. كما حصل تعديل جذري في المناهج المدرسية للقضاء على تدريس باللغة الكورية والتاريخ. تم حظر اللغة الكورية وأجبر الكوريين على تبني الأسماء اليابانية، كما حظرت الصحف من النشر في كوريا. العديد من القطع الأثرية من الحضارة الكورية قامت اليابان بتدميرها أو أخذها لليابان. وفقاً لتحقيق أجرته حكومة كوريا الجنوبية، فقد تم أخذ 75,311 من الممتلكات الثقافية من كوريا.
ترك بعض الكوريين شبه جزيرة كوريا إلى منشوريا وبريمورسكي كراي. شكل الكوريين في منشوريا فصائل للمقاومة عرفت باسم دونغنبغن (جيش التحرير). والذين سافروا عبر الحدود الكورية الصينية، والقيام بحرب العصابات مع القوات اليابانية. البعض منهم اجتمع في 1940 في جيش التحرير الكوري والذي شارك كحليف فعال في الصين وأجزاء من جنوب شرق آسيا. عشرآت الآلاف من الكوريين انضموا إلى جيش التحرير الشعبي والجيش الوطني الثوري.
خلال الحرب العالمية الثانية، أجبر الكوريون في الوطن لدعم المجهود الحربي الياباني. عشرات الآلاف من الرجال تم تجنيدهم في الجيش الياباني. حوالي 200,000 فتاة وامرأة، معظمهم من كوريا والصين، تم تجنيدهم في العبودية الجنسية، وسموا كناية «نساء المتعة». احتج نساء المتعة الكوريات السابقات ضد الحكومة اليابانية لتعويضهم حول معاناتهم.

## تقسيم كوريا

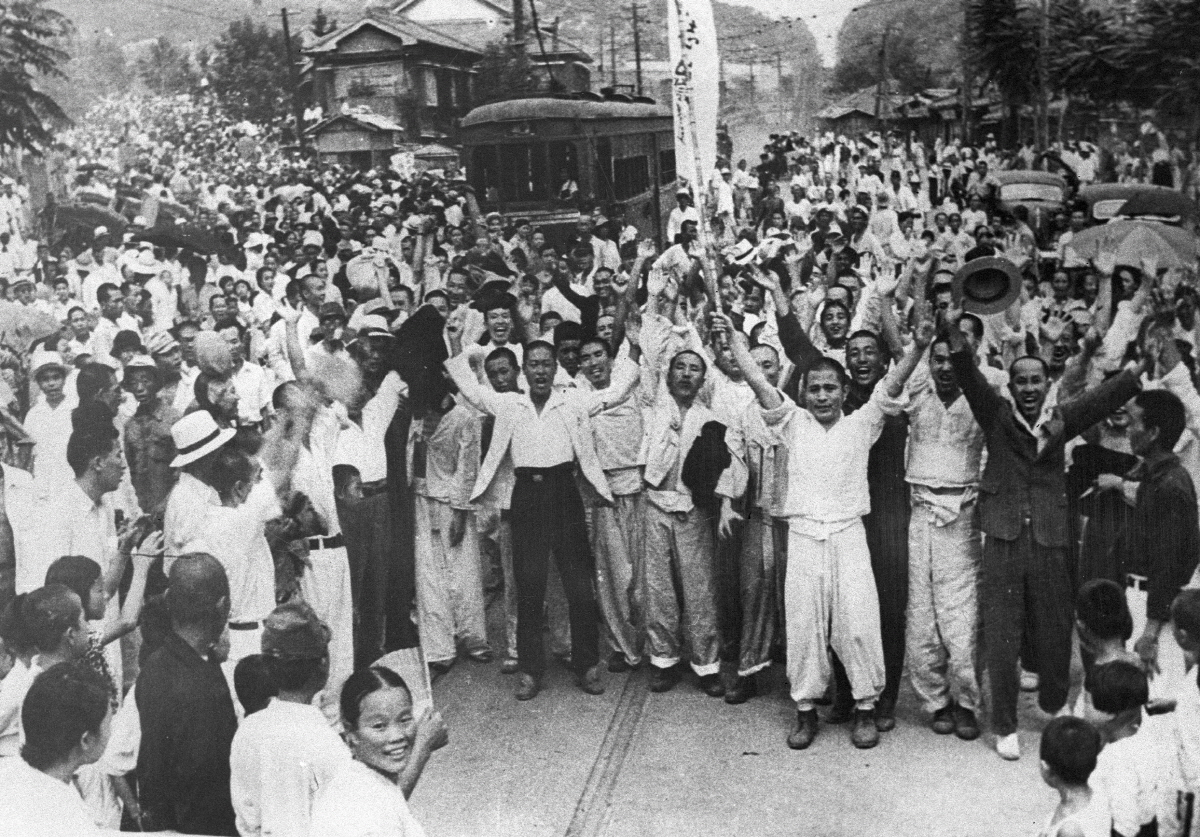
تحرير كوريا.

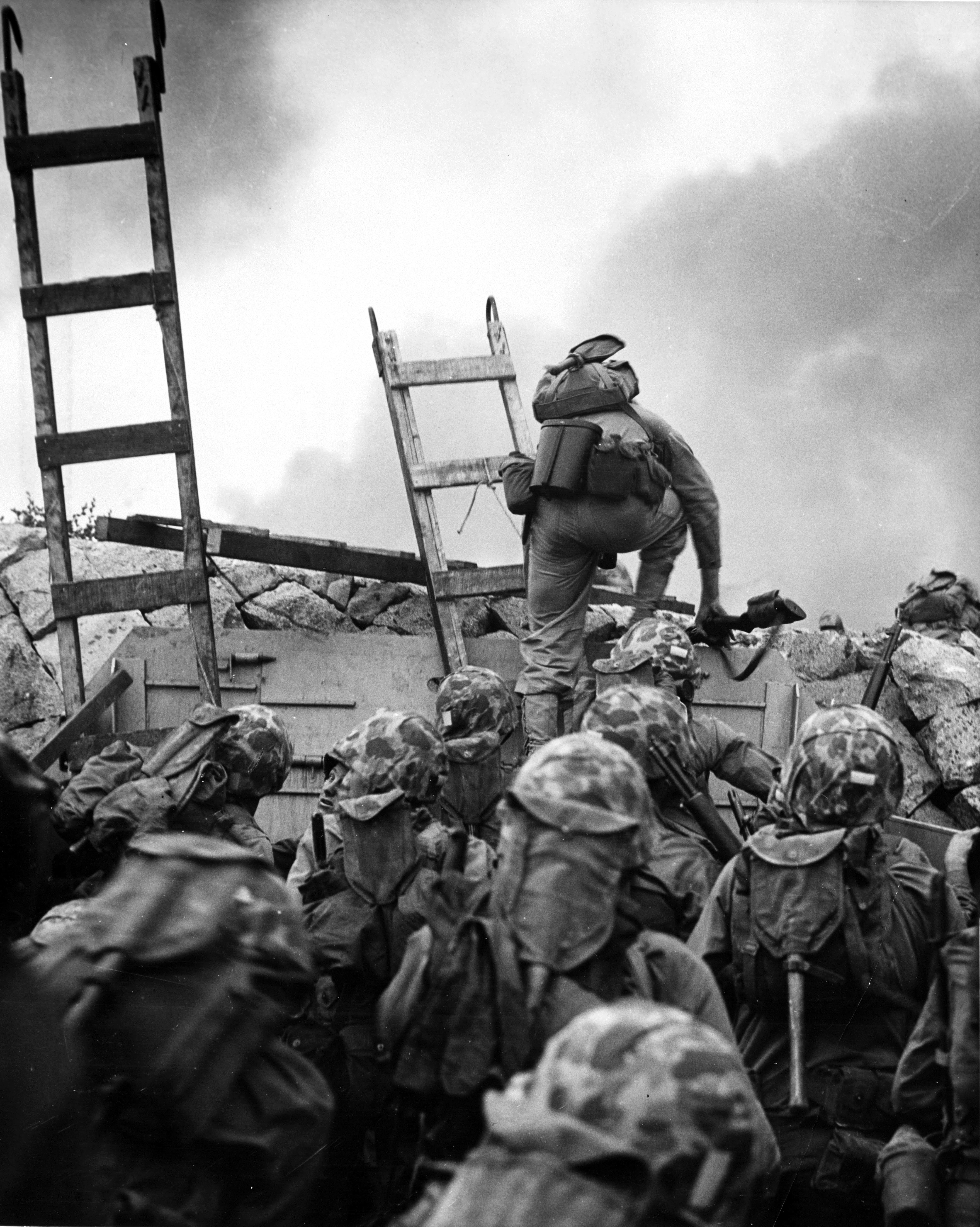
جنود أمريكيين يتسلقون جداراً بحرياً في إنتشون خلال لحظة حاسمة الخط الزمني للحرب الكورية.

في مؤتمر القاهرة في 22 نوفمبر 1943 تم الاتفاق على أنه «في الوقت المناسب كوريا يجب أن تصبح حرة ومستقلة» في جلسة لاحقة في يالطا في فبراير 1945, تم الاتفاق على إنشاء أربع أوصياء أقوياء على كوريا. في 9 أغسطس 1945, دخلت الدبابات السوفيتية شمال كوريا من سيبيريا، لتواجه مقاومة ضئيلة. استسلمت اليابان لقوات التحالف في 15 أغسطس 1945.
أدى الاستسلام غير المشروط لليابان، جنباً إلى جنب مع التحولات الجوهرية في السياسة العالمية والأيدولوجية، إلى تقسيم كوريا إلى منطقتين محتلتين جديدتين ابتداء من 8 سبتمبر 1945, حيث أدارت الولايات المتحدة النصف الجنوبي من شبه الجزيرة في أدار الاتحاد السوفيتي المنطقة الواقعة شمال خط العرض 38. تم تجاهل الحكومة المؤقتة، بسبب اعتقاد الحكومة الأمريكية أنها منحازة إلى الشيوعية. كان من المفترض أن يكون هذا التقسيم مؤقتاً ومن المقصود أن تعود كوريا الموحدة لشعبها بعد أن تنظم الولايات المتحدة، المملكة المتحدة، الاتحاد السوفيتي، جمهورية الصين حكومة واحدة.
في ديسمبر 1945, تم عقد مؤتمر موسكو لمناقشة مستقبل كوريا. تم مناقشة وصاية مدتها خمس سنوات، وتم تأسيس لجنة أمريكية سوفيتية مشتركة. التقت اللجنة بصورة متقطعة في سول ولكن الطريق كان مسدوداً حول قضية تشكيل حكومة وطنية. في سبتمبر 1947, ومع عدم وجود حل في الأفق، اقترحت الولايات المتحدة مسألة للكوريين في الجمعية العامة للأمم المتحدة.
تبخرت الآمال الأولية لقيام كوريا موحدة ومستقلة بسرعة بسبب سيادة الحرب الباردة ومعارضة خطة الوصاية الشيوعية من قبل مناهضي الشيوعية، مما نتج في النهاية في 1948 إلى تأسيس الدولتين المنفصلتين المتناقضتين في النظان السياسي والاقتصادي والاجتماعي. في 12 ديسمبر 1948, أقرت الجمعية العامة للأمم المتحدة جمهورية كوريا كالحكومة الشرعية الوحيدة في كوريا. في 25 يونيو 1950 اندلعت الحرب الكورية عندما اخترقت كوريا الشمالية خط 38 الموازي لغزو الجنوب، مما اعتبر ناهياً لأي أمل في إعادة التوحيد السلمي في الوقت الراهن. بعد الحرب، فشل مؤتمر جنيف سنة 1954 في اعتماد كوريا الموحدة. بدأ إي سنغ مان، سلسلة من الحكومات الاستبدادية القمعية بعد توليه السلطة في جنوب كوريا مع دعم أمريكا ونفوذها. أصبحت البلاد في نهاية المطاف ديمقراطية ذات توجه نحو السوق وبالتحديد في 1987 بسبب المطالب الشعبية للإصلاح بحد كبير، وأصبح اقتصادها ممتازاً في 2000. بسبب النفوذ السوفيتي، أسست كوريا الشمالية حكومة شيوعية تقوم بتوريث منصب القيادة، والتي كان لها علاقات مع الصين وروسيا.
طالع أيضا: تاريخ كوريا الشمالية ومقالة تاريخ كوريا الجنوبية لفترة ما بعد الحرب.

## قائمة المراجع
- بيون تايسوب (변태섭) (1999). 韓國史通論 (هانغكسا تونغنون) (لمحة عن التاريخ الكوري), الطبعة الرابعة. سول: ساميونغسا.
- ميريام ت. ستارك (2005). آثار آسيا. بوسطن: دار نشر بلاكويل.
- أندريه شميد (2002). كوريا بين الإمبراطوريات، 1895 إلى 1919. نيويورك: مطبعة جامعة كولومبيا. كوريا بين الإمبراطوريات.
- سارة م. نيلسون (1993). علم آثار كوريا. كامبريدج: مطبعة جامعة كامبريدج.
- س. س. يانغ (1999). النظم السياسية الكورية الجنوبية والشمالية: دراسة تحليلية مقارنة. سول: هوليم.
- مايكل ج. سيث (2006). لمحة تاريخية موجزة عن كوريا. لانهام: رومان وليتل فيلد.
- أندرو س. ناهم، جيمس هور (2004). القاموس التاريخي لجمهورية كوريا. لانهام: الفزاعة الصحافية.
- إي كبايك (1984). تاريخ كوريا الجديد. كامبريدج: مطبعة جامعة هارفارد.
- جيمس هور، سوزان باريز (1988). كوريا: مقدمة. نيويورك: روتليدج.
- أكاديمية الدراسات الكورية (2005). كوريا خلال العصور المجلد 1 والمجلد 2. سول: شركة دار النشر للتحرير.
- إي هينهي، بارك سنغ سو، يون ناي هين (2005). تاريخ كوريا الجديد. باجو: جموندانغ.
- مايكل إدسون روبنسون (2007). مغامرة كوريا في القرن العشرين. هونولولو: مطبعة جامعة هاواي.
- شركة مارشال كافنديش (2007). العالم وشعوبه: شرق وجنوب آسيا. سنغافورة: مارشال كافنديش.
- إي ب. كينيث (1997). كوريا وشرق آسيا: قصة طائر الفينيق. سانتا باربارا: غرينوود مجموعة النشر.
- شن هيونغ سك (2005). لمحة تاريخية عن كوريا. روح الجذور الثقافية الكورية (الطبعة الثانية). سول: مطبعة جامعة أوها وومانس.

### دراسات متخصصة
- كم بينغ كوك وعزرا ف. فوغيل، محررين. عصر بارك تشنغ هي: تحول كوريا الجنوبية (طبعة جامعة هارفرد; 2011) 744 صفحة من الدراسات حول التحديث في ظل بارك 1961 إلى 1979.

## وصلات خارجية
- التاريخ الكوري على الانترنت, مركز المعلومات التاريخية الكورية.
- التسلسل الزمني للممالك الكورية.
- التاريخ الكوري منظمة المعلومات الآسيوية.
- محفوظات كوريا التراثية نسخة محفوظة 17 فبراير 2007 على موقع واي باك مشين..
- أرشيف كيجانغاك, ملفات بي دي إف للكلاسيات الكورية في كتابتها الأصلية وهي الصينية الكلاسيكية.
- التاريخ الكوري: قائمة المراجع نسخة محفوظة 30 يونيو 2011 على موقع واي باك مشين., مركز للدراسات الكورية، جامعة هاواي في مانوا.
- تاريخ كوريا عالم كي بي إس.
- التسلسل الزمني للتاريخ الكوري.
- تاريخ كوريا القديم والحديث؛ مع وصف للعادات والتقاليد واللغة والجغرافيا، 1891